# Samsung Galaxy A3 (2017)
Samsung Galaxy A3 (2017) — смартфон корейской компании Samsung, созданный специально для бизнеса. Долгожданная обновлённая линейка серии А стартовала в январе 2017 года по всему миру.

## Технические характеристики
- Android 6.0.1 c Clean UI, обновление до Android 8.2
- Экран 4.7 дюйма, SuperAMOLED, HD, 312 ppi, автоматическая регулировка яркости, автоматическая подстройка яркости под ваши привычки, цветовые профили, Corning Gorilla Glass 4, AlwaysOn Display
- Чипсет Exynos 7870, 8 ядер до 1.6 ГГц (Cortex A53), 14 нм, графический процессор Mali-T830
- 2 ГБ оперативной памяти, 16 ГБ встроенной памяти (пользователю доступно из коробки 9.8 ГБ памяти)
- Аккумулятор Li-Ion 2350 мАч, быстрая зарядка отсутствует, время работы в смешанном режиме 2 дня (результат теста), в режиме передачи данных 3G/4G — 14/17 часов, проигрывание видео — до 17 часов, в режиме разговора — до 17 часов
- Установка двух nanoSIM-карт, а также карты памяти microSD (до 256 ГБ) — комбинированный слот, одновременная работа microSD и двух SIM-карт невозможна
- Фронтальная камера 8 мегапикселей, f/1.9, улучшалки лица (глаза, цвет кожи, тон лица)
- Основная камера 13 мегапикселей, f/1.9, светодиодная вспышка, автофокус[1]
- Два микрофона, система шумоподавления
- Защита от воды стандарта IP68, до 30 минут на глубине до 1 метра
- FM-радио
- Датчик отпечатка пальца, расположен в кнопке Home, снизу экрана
- USB Type C 1.0
- 4G FDD LTE — B1(2100), B2(1900), B3(1800), B5(850), B7(2600), B8(900), B20(800); TDD LTE B40(2300)
- GPS, ГЛОНАСС, Beidou
- ANT+, 802.11 a/b/g/n/ac 2.4+5ГГц, NFC, USB 2.0, Bluetooth 4.2
- Датчики — акселерометр, барометр, сканер отпечатка пальца, гироскоп, геомагнитный датчик, датчик Холла, датчик приближения, датчик освещенности
- Samsung Pay
- Цветовые решения: черный (Black Sky), золотой (Gold Sand), голубой (Blue Mist), розовый (Peach Cloud)
- Значение SAR — 0.35 W/kg (голова), 1.38 W/kg (тело)
- Размеры — 135.4 x 66,2×7.9 мм, вес — 138 грамм

## Защита
Несмотря на наличие слота для карт памяти, Galaxy A3 (2017) защищен от воды и пыли в соответствии со стандартом IP68. При не официальном тестировании багов обнаружено не было.

## Продажи
В январе 2017 года в России и многих других странах Европы начались продажи модели A3. Соотношение цены и качество вызвало ажиотаж.
Когда смартфон начали продавать на российском рынке, то магазины просили за него 22 990 рублей, то есть непомерно большую сумму денег, отдать которую были готовы далеко не все.